# Cọ bầu
Cọ hay cọ bầu, lá gồi, kè nam (danh pháp: Livistona saribus) là loài thực vật thuộc chi Cọ.

## Miêu tả
Cọ bầu có thân trụ hoá gỗ mọc thẳng, không phân nhánh, cao 20–25 m, đường kính thân 15–30 cm. Lá dài tới 1,6m, đầu lá không rủ, cuống lá có nhiều gai cứng, màu nâu; phiến lá màu lục, chia thành các thùy. Cụm hoa hình chùy, có 3 mo hình ống, có 7-8 cành dài 15–30 cm. Hoa lưỡng tính. Quả hình cầu, đường kính 11-13mm; hạt hình cầu, đường kính 9-10mm.
Cọ bầu là loài thuộc chi Cọ phổ biến nhất ở Việt Nam, chúng mọc ở trong các rừng thường xanh có độ ẩm cao, được trồng nhiều từ miền núi đến trung du và đồng bằng.